# ديف كيمب
ديف كيمب (بالإنجليزية: David Kemp)‏ (20 فبراير 1953 في المملكة المتحدة - ) هو مدرب كرة قدم ولاعب كرة قدم بريطاني في مركز الهجوم. لعب مع كريستال بالاس ونادي برينتفورد ونادي بليموث أرجايل ونادي بورتسموث ونادي غيلينغهام ونادي كارلايل يونايتد وميدنهد يونايتد ‏ وإدمونتون دريلرز ‏ ونادي ويمبلدون وOklahoma City Slickers ‏ وتلسا رافنكس ونادي سلاو تاون وHarrow Borough F.C. ‏ وشيكاغو ستينغ وسياتل ساوندرز.

## وصلات خارجية
- ديف كيمب على موقع قاعدة بيانات كرة القدم.إي يو (الإنجليزية)
- ديف كيمب على موقع Soccerbase.com (مدرب) (الإنجليزية)